# Sieuwnath Naipal
Sieuwnath Naipal (Nickerie, 5 april 1959) is een Surinaams hydroloog. Hij is hoogleraar Infrastructuur aan de Anton de Kom Universiteit van Suriname (AdeKUS).

## Biografie
Sieuwnath Naipal werd op 5 april 1959 in Nickerie geboren en grotendeels door zijn grootmoeder in de Hamptoncourtpolder grootgebracht. Na de mulo ging hij in 1979 naar Paramaribo om door te leren aan het Natuurtechnisch Instituut (Natin). Hij ging vervolgens aan het werk bij het ministerie van Openbare Werken. Na enkele jaren kreeg hij de kans om voor studie naar Odessa in Oekraïne te gaan. Daar slaagde hij cum laude voor zijn mastergraad voor landhydrologie en waterbeheer. Aan dezelfde universiteit promoveerde hij in 1994 tot Ph.D. Daar trof hij ook zijn vrouw Elena; samen hebben drie kinderen.
Hij is sinds 1998 docent aan de AdeKus. Met ondersteuning van een Belgische universiteit zette hij op de universiteit een hydraulisch laboratorium op. In 2015 begon hij met het Mangrove Rehabilitatie Project wat een jarenlang project werd om de Surinaamse kuststrook te beschermen tegen de stijgende zeespiegel. Het project voert hij uit bij Weg naar Zee, ten noorden van Paramaribo. Hier heeft hij een doorlaatbare houten dam van 100 meter breed en 200 meter lang gebouwd om slib te laten ophopen. In 2017 kon Naipal inmiddels melden dat de mangrove op de constructie begon te groeien, en dat het gebied bovendien uitgroeide tot een leefgebied voor allerlei vogels, vliegende vissen en krabbetjes. Zijn project werd door tal van hoogwaardigheidsbekleders bezocht, waaronder president Chan Santokhi meermaals, premier Mark Rutte van Nederland en secretaris-generaal António Guterres van de Verenigde Naties.

## Onderscheidingen
- 2016: Rotary Vocational Excellence Award[1]
- 2019: Vedantaprijs[8]